# Branchiomma coheni
Branchiomma coheni is een borstelworm uit de familie Sabellidae. Het lichaam van de worm bestaat uit een kop, een cilindrisch, gesegmenteerd lichaam en een staartstukje. De kop bestaat uit een prostomium (gedeelte voor de mondopening) en een peristomium (gedeelte rond de mond) en draagt gepaarde aanhangsels (palpen, antennen en cirri).
Branchiomma coheni werd in 2006 voor het eerst wetenschappelijk beschreven door Tovar-Hernandez & Knight-Jones.

## Verspreiding
Branchiomma coheni is inheems aan de Pacifische kust van Mexico en Midden-Amerika. Geïntroduceerde exemplaren werden geregistreerd in Tampa Bay, Florida (2012 en 2014) en de soort lijkt te zijn gevestigd, maar zeldzaam. Het is bekend van tropische tot subtropische gebieden op rotsachtige kusten, gekweekte oesters, dokken, jachthavens en sluizen van het Panamakanaal.